# Bagneux (Allier)
Pour les articles homonymes, voir Bagneux.
Bagneux est une commune française, située dans le département de l'Allier en région Auvergne-Rhône-Alpes.

## Géographie

### Localisation
Bagneux est située au nord du département de l'Allier.
Quatre communes sont limitrophes de Bagneux :
| Aubigny |         |                       |
|         | Bagneux | Villeneuve-sur-Allier |
| Agonges |         | Montilly              |

### Hydrographie
La commune est traversée par l'Allier.

### Voies de communication et transports
Le territoire communal est traversé par les routes départementales 101 (liaison du Veurdre à Montilly) et 133 (d'Agonges à Villeneuve-sur-Allier), ainsi que la RD 13 passant au sud-ouest de la commune (liaison de Limoise à Moulins).

### Climat
Pour des articles plus généraux, voir Climat d'Auvergne-Rhône-Alpes et Climat de l'Allier.
En 2010, le climat de la commune est de type climat océanique dégradé des plaines du Centre et du Nord, selon une étude du CNRS s'appuyant sur une série de données couvrant la période 1971-2000. En 2020, Météo-France publie une typologie des climats de la France métropolitaine dans laquelle la commune est exposée à un climat océanique altéré et est dans la région climatique Centre et contreforts nord du Massif Central, caractérisée par un air sec en été et un bon ensoleillement.
Pour la période 1971-2000, la température annuelle moyenne est de 11,3 °C, avec une amplitude thermique annuelle de 16,1 °C. Le cumul annuel moyen de précipitations est de 806 mm, avec 11,1 jours de précipitations en janvier et 7,2 jours en juillet. Pour la période 1991-2020, la température moyenne annuelle observée sur la station météorologique de Météo-France la plus proche, « Bourbon_sapc », sur la commune de Bourbon-l'Archambault à 14 km à vol d'oiseau, est de 11,9 °C et le cumul annuel moyen de précipitations est de 777,2 mm,. Pour l'avenir, les paramètres climatiques de la commune estimés pour 2050 selon différents scénarios d'émission de gaz à effet de serre sont consultables sur un site dédié publié par Météo-France en novembre 2022.

## Urbanisme

### Typologie
Au 1er janvier 2024, Bagneux est catégorisée commune rurale à habitat dispersé, selon la nouvelle grille communale de densité à 7 niveaux définie par l'Insee en 2022.
Elle est située hors unité urbaine. Par ailleurs la commune fait partie de l'aire d'attraction de Moulins, dont elle est une commune de la couronne,. Cette aire, qui regroupe 64 communes, est catégorisée dans les aires de 50 000 à moins de 200 000 habitants,.

### Occupation des sols

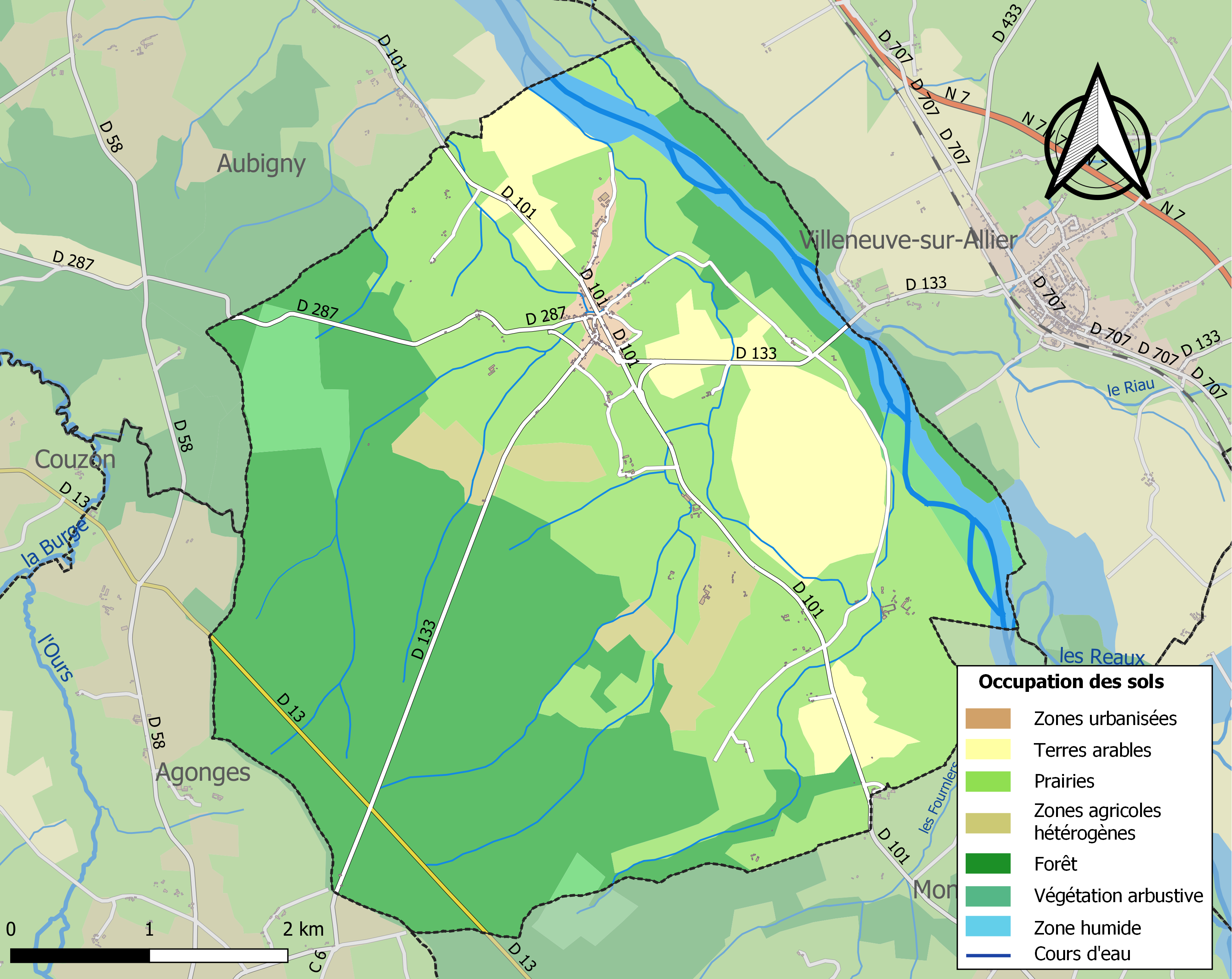
Carte des infrastructures et de l'occupation des sols de la commune en 2018 (CLC).

L'occupation des sols de la commune, telle qu'elle ressort de la base de données européenne d’occupation biophysique des sols Corine Land Cover (CLC), est marquée par l'importance des territoires agricoles (49,9 % en 2018), en diminution par rapport à 1990 (50,7 %). La répartition détaillée en 2018 est la suivante : 
forêts (41,6 %), prairies (36 %), terres arables (9,9 %), zones agricoles hétérogènes (4 %), milieux à végétation arbustive et/ou herbacée (4 %), eaux continentales (3,4 %), zones urbanisées (1,2 %).
L'IGN met par ailleurs à disposition un outil en ligne permettant de comparer l’évolution dans le temps de l’occupation des sols de la commune (ou de territoires à des échelles différentes). Plusieurs époques sont accessibles sous forme de cartes ou photos aériennes : la carte de Cassini (XVIIIe siècle), la carte d'état-major (1820-1866) et la période actuelle (1950 à aujourd'hui).

## Histoire
Le château de Belleperche, situé sur le territoire de la commune, subit un siège en 1370, pendant la guerre de Cent Ans. Des « routiers » (mercenaires et pillards) gascons, du parti des Anglais, s'en étaient emparé en 1369 et retenaient prisonnière la duchesse douairière de Bourbon, Isabelle de Valois ; le château fut assiégé par les troupes des ducs de Bourbon et de Bourgogne. Les routiers furent chassés, mais ils emmenèrent la duchesse en otage.

## Politique et administration

### Découpage territorial
La commune de Bagneux est membre de la communauté d'agglomération Moulins Communauté, un établissement public de coopération intercommunale (EPCI) à fiscalité propre créé le 1er janvier 2017 dont le siège est à Moulins. Ce dernier est par ailleurs membre d'autres groupements intercommunaux.
Sur le plan administratif, elle est rattachée à l'arrondissement de Moulins, au département de l'Allier et à la région Auvergne-Rhône-Alpes. Sur le plan électoral, elle dépend du  canton de Moulins-1 pour l'élection des conseillers départementaux, depuis le redécoupage cantonal de 2014 entré en vigueur en 2015, et de la première circonscription de l'Allier  pour les élections législatives, depuis le dernier découpage électoral de 2010.

### Administration municipale
| Période                                  | Période                      | Identité                                   | Étiquette | Qualité           |
| ---------------------------------------- | ---------------------------- | ------------------------------------------ | --------- | ----------------- |
| Les données manquantes sont à compléter. |                              |                                            |           |                   |
| 1838                                     | 1842                         | Jean François Alexandre Théodore Patissier |           |                   |
| 1898                                     | 1908                         | Jean Baptiste Émile Firmin Boutry          |           |                   |
|                                          | mars 1989                    |                                            |           |                   |
| mars 1989                                | mai 2020                     | Yves Véniat                                | DVG       | Retraité agricole |
| mai 2020                                 | En cours (au 8 juillet 2020) | Jean-Damien Barre                          |           | Pompier           |

## Population et société

### Démographie
L'évolution du nombre d'habitants est connue à travers les recensements de la population effectués dans la commune depuis 1793. Pour les communes de moins de 10 000 habitants, une enquête de recensement portant sur toute la population est réalisée tous les cinq ans, les populations de référence des années intermédiaires étant quant à elles estimées par interpolation ou extrapolation. Pour la commune, le premier recensement exhaustif entrant dans le cadre du nouveau dispositif a été réalisé en 2004.

En 2022, la commune comptait 339 habitants, en évolution de +6,6 % par rapport à 2016 (Allier : −1,38 %, France hors Mayotte : +2,11 %).
| 1793 | 1800 | 1806 | 1821 | 1831 | 1836 | 1841 | 1846 | 1851 |
| ---- | ---- | ---- | ---- | ---- | ---- | ---- | ---- | ---- |
| 425  | 360  | 420  | 483  | 429  | 424  | 403  | 396  | 389  |

| 1856 | 1861 | 1866 | 1872 | 1876 | 1881 | 1886 | 1891 | 1896 |
| ---- | ---- | ---- | ---- | ---- | ---- | ---- | ---- | ---- |
| 404  | 379  | 369  | 401  | 425  | 482  | 429  | 493  | 468  |

| 1901 | 1906 | 1911 | 1921 | 1926 | 1931 | 1936 | 1946 | 1954 |
| ---- | ---- | ---- | ---- | ---- | ---- | ---- | ---- | ---- |
| 459  | 455  | 460  | 389  | 388  | 364  | 313  | 324  | 308  |

| 1962 | 1968 | 1975 | 1982 | 1990 | 1999 | 2004 | 2006 | 2009 |
| ---- | ---- | ---- | ---- | ---- | ---- | ---- | ---- | ---- |
| 328  | 293  | 240  | 234  | 276  | 280  | 264  | 255  | 305  |

| 2014 | 2019 | 2022 | - | - | - | - | - | - |
| ---- | ---- | ---- | - | - | - | - | - | - |
| 322  | 328  | 339  | - | - | - | - | - | - |

### Manifestations culturelles et festivités
En 1991 est créée l'Association des Bagneux de France, regroupant les sept communes homonymes des Hauts-de-Seine, de l'Allier, de l'Indre, de la Marne, de la Meurthe-et-Moselle, de l'Aube et de l'Aisne, dont les maires et les représentants se réunissent annuellement dans l'une de ces sept communes.

## Culture locale et patrimoine

### Lieux et monuments
- Église Saint-Paul, d'époque romane.
- Motte castrale[25] du château fort, disparu de Belleperche, à 2,1 km au sud-est de l'église.

### Personnalités liées à la commune
- Isabelle de Valois, duchesse douairière de Bourbon, mère du duc Louis II de Bourbon, retenue prisonnière à Belleperche en 1369-1370.

### Héraldique
| Blason de Bagneux | Blason  | D'argent à la bande ondée d'azur, accompagnée en chef d'une épée d'or à la garde de sable posée en bande, et en pointe d'une feuille de chêne de sinople aussi posée en bande ; au franc canton de gueules chargé d'une tour d'or ouverte, ajourée et maçonnée de sable. |
| Blason de Bagneux | Détails | Création JF Binon Le statut officiel du blason reste à déterminer. |